# Asterina tetracericola
Asterina tetracericola är en svampart som beskrevs av B. Song, T.H. Li & F.W. Xing 2004. Asterina tetracericola ingår i släktet Asterina och familjen Asterinaceae.   Inga underarter finns listade i Catalogue of Life.